# Viladecavalls
Viladecavalls är en kommun i Spanien.   Den ligger i provinsen Província de Barcelona och regionen Katalonien, i den östra delen av landet, 500 km öster om huvudstaden Madrid. Antalet invånare är 7 411. Arean är 20,1 kvadratkilometer. Viladecavalls gränsar till Abrera, Olesa de Montserrat, Vacarisses, Terrassa och Ullastrell. 
Terrängen i Viladecavalls är platt åt sydost, men åt nordväst är den kuperad.